# Sreflije
Sreflije (en serbe cyrillique : Срефлије) est un village de Bosnie-Herzégovine. Il est situé dans la municipalité de Kozarska Dubica et dans la république serbe de Bosnie. Selon les premiers résultats du recensement bosnien de 2013, il compte 212 habitants.

## Démographie

### Évolution historique de la population dans la localité
| 1948 | 1953 | 1961 | 1971 | 1981 | 1991 | 2013 |
| ---- | ---- | ---- | ---- | ---- | ---- | ---- |
| 450  | 428  | 475  | 482  | 452  | 392, | 212  |

|  |

### Communauté locale
En 1991, la communauté locale de Sreflije comptait 1 197 habitants, répartis de la manière suivante :